# Liste der geschützten Landschaftsbestandteile im Landkreis Regen
Im Landkreis Regen gab es im Februar 2023 insgesamt 2 ausgewiesene geschützte Landschaftsbestandteile.

## Geschützte Landschaftsbestandteile
| Drei Gehölzgruppen am Pfahl bei Fratersdorf    | BW | LB-00348 | Zachenberg Drei Teilflächen: | ⊙ | 0,56 |  |
| Drosselbergviehweide                           | BW | LB-00528 | Bayerisch Eisenstein         | ⊙ | 3,26 |  |
| Legende für Geschützter Landschaftsbestandteil |    |          |                              |   |      |  |